# レディアン・メムシャイ
レディアン・メムシャイ（Ledian Memushaj, 1986年12月7日  - ）は、アルバニア・ヴロラ出身の元同国代表サッカー選手。現役時代のポジションは、ミッドフィールダー。

## 経歴
1997年、コソボ紛争から逃れるため家族とともにイタリアに移住。
17歳の時にASDサルザネーゼ・カルチョ1906でキャリアをスタート。2006年、クラブは5部リーグを2位で終え セリエDに昇格した。2008年夏、同カテゴリーのヴァレ・ダオスタ・カルチョに移籍。2009年9月、レガ・プロ・プリマ・ディヴィジオーネのパガネーゼ・カルチョに移籍。
2010年6月、セリエAのACキエーヴォ・ヴェローナにフリーで加入。2011年1月、カルチョ・ポルトグルアーロ・スンマーガにレンタル移籍。
2012年7月、セリエBのUSレッチェに3年契約で加入。しかし、2011–12シーズンに明らかになった八百長事件に関与したとして、クラブはプリマ・ディヴィジオーネに強制降格となった。
2013年7月、セリエBのカルピFCに買い取りオプション付きのレンタル移籍。シーズン終了後、買い取りオプションは行使されずレッチェに復帰。
2014年9月、セリエBのデルフィーノ・ペスカーラ1936に単年契約で加入。
2017-18シーズンはセリエAへ初昇格したベネヴェント・カルチョへローンとなった。シーズン終了後に買い取り義務が履行されたが、直後の2018年7月9日にペスカーラへ復帰することが発表された。

## 代表歴
2010年11月17日開催の親善試合・マケドニア共和国戦で63分に途中出場しA代表デビュー。2017年6月11日の2018 FIFAワールドカップ・ヨーロッパ予選イスラエル戦で代表初得点を挙げた。